# Cuca (treinador de futebol)
Alexi Stival (Curitiba, 7 de junho de 1963), mais conhecido como Cuca, é um treinador e ex-futebolista brasileiro que atuava como meio-campista. Atualmente comanda o Atlético Mineiro.
Ao lado de Felipão e Abel Ferreira, é um dos três técnicos a ter conquistado a tríplice coroa clássica (principal copa continental, campeonato e copa nacional) por um mesmo clube brasileiro, feito que obteve dirigindo o Atlético Mineiro; Cuca comandou a equipe nos títulos da Libertadores de 2013, do Campeonato Brasileiro de 2021 e da Copa do Brasil de 2021.

## Carreira como jogador
Apesar de ter nascido no Paraná, iniciou sua carreira no futebol gaúcho em 1984, no Santa Cruz-RS. Nos três anos seguintes passou pelo Juventude, até chegar ao Grêmio em 1987.
De origem italiana, Cuca destacou-se como um jogador de gols decisivos, como o da final da Copa do Brasil de 1989, que deu o título ao Tricolor. Sua primeira passagem pelo Grêmio durou até 1990, quando deixou o clube rumo ao Valladolid. Sem sucesso no futebol espanhol, retornou ao Brasil em 1991, sendo contratado pelo Internacional.
Em 1991, atuou num amistoso da Seleção Brasileira contra a Seleção Paraguaia. Nesse único jogo que disputou pela Seleção, Cuca não marcou gols e o Brasil empatou em 1–1.
Após deixar o Grêmio pela segunda vez, em 1992, teve passagens menos marcantes por outros clubes, como Palmeiras, Santos, Portuguesa, Remo, Juventude e Chapecoense.

## Carreira como treinador

### Início
Dois anos depois de se aposentar dos gramados, formou-se em educação física e em ciências do esporte, para logo em seguida iniciar sua carreira de técnico à frente do Uberlândia. A notoriedade como treinador somente veio durante o Campeonato Brasileiro de 2003, quando Cuca aceitou o convite para treinar o Goiás, que havia terminado o 1º turno na última posição. O técnico comandou o Esmeraldino em uma recuperação impressionante, terminando a competição na nona colocação, classificando-se assim para a Copa Sul-Americana do ano seguinte.

### São Paulo
Após o excelente trabalho no Goiás, a grande chance de Cuca surgiu com o interesse do São Paulo em tê-lo como treinador para a temporada seguinte. Apresentado no dia 12 de janeiro de 2004, Cuca guiou o tricolor paulista até as semifinais da Copa Libertadores da América, feito que o time não alcançava desde 1994, quando terminou vice-campeão, mas foi eliminado pelo modesto Once Caldas, da Colômbia. Desgastado com a diretoria do São Paulo, o treinador deixou o clube em agosto. Contudo, foi responsável por solicitar a contratação de jogadores como Fabão, Grafite e Danilo, que levariam o Tricolor à conquista da Libertadores e do Mundial de Clubes do ano seguinte.

### Grêmio
O treinador seguiu sua carreira no Grêmio, de setembro a dezembro de 2004, mas não obteve sucesso. O time acabou sendo rebaixado para a Série B do Campeonato Brasileiro.

### Flamengo
Contratado pelo Flamengo em 2005, estreou pela equipe no dia 16 de fevereiro, num empate de 1–1 contra o River-PI, válido pela Copa do Brasil. Cuca não teve uma boa passagem pelo clube carioca e foi demitido dois meses depois, no dia 16 de abril.

### Coritiba
Chegou ao Coritiba em 5 de maio de 2005, para a disputa do Campeonato Brasileiro. Após três derrotas consecutivas, foi demitido no dia 12 de outubro.

### São Caetano
Foi anunciado pelo São Caetano no dia 9 de novembro de 2005. No entanto, sem conseguir repetir os bons trabalhos que o haviam credenciado como um bom treinador, teve uma passagem curtíssima pelo Azulão e foi demitido no dia 12 de dezembro.

### Botafogo
Foi neste contexto que, em 2006, Cuca iniciou seu trabalho no Botafogo, um trabalho de dois anos que o recolocou no patamar dos melhores treinadores do Brasil. Responsável pela montagem de um time que contava com Dodô, Zé Roberto, Lúcio Flávio e Jorge Henrique, Cuca resgatou o Glorioso para a disputa de títulos nacionais.
Em 2007, o Botafogo era tido como o time de futebol mais vistoso no Brasil, e não foi à toa que aquela equipe liderou o Campeonato Brasileiro da 6ª até a 18ª rodada. No final, porém, o título acabou nas mãos do São Paulo, enquanto o Botafogo acabava a competição na nona posição. Paralelamente ao declínio no Brasileiro, o Botafogo viveu o drama da eliminação na Copa Sul-Americana, quando foi derrotado nas oitavas de final para o River Plate. Vencendo a partida por 2–1 e com o adversário com dois jogadores a menos, o Botafogo acabou permitindo a virada do time argentino, o que acabou desencadeando o pedido de demissão de Cuca.
Curiosamente, três jogos depois de pedir demissão, nove dias no total, Cuca aceitou retornar ao comando do Botafogo. Mantendo o bom trabalho, o treinador conseguiu levar o Botafogo às finais do Campeonato Carioca de 2008, contra o Flamengo, repetindo a decisão do ano anterior. Porém, o Botafogo perdeu o título para o Flamengo.
A falta de títulos, apesar de seu reconhecido bom trabalho à frente do Botafogo, acabou por resultar em seu desligamento com o clube alvinegro depois da eliminação na Copa do Brasil. Daí por diante, ainda em 2008, Cuca teve fracas passagens por clubes como Santos e Fluminense.

### Retorno ao Flamengo
Em 2009, Cuca acertou sua ida para o Flamengo, quando enfim conseguiu conquistar seu primeiro título expressivo na carreira, o Campeonato Carioca. Após uma queda de rendimento do time no segundo semestre, com resultados ruins no Campeonato Brasileiro, o treinador foi demitido no dia 22 de julho. No total, comandou a equipe rubro-negra em 39 partidas, com 19 vitórias, 13 empates e sete derrotas.

### Fluminense
Em 1 de setembro de 2009, Cuca foi anunciado novamente como novo treinador do Fluminense. Quando chegou ao clube, o Flu era dado como rebaixado para Série B, com matemáticos apontando 98% de chance de rebaixamento. Foi nesse contexto que Cuca liderou o clube, que nesse ano tornou-se conhecido como time de guerreiros, e depois de ter trocado de técnico quatro vezes no mesmo ano, conseguiu a façanha: a fuga do rebaixamento em 2009. No mesmo ano, Cuca ainda conseguiu o vice-campeonato da Copa Sul-Americana.
Porém, em 19 de abril de 2010, com o fracasso da equipe no Campeonato Carioca, o técnico foi demitido.

### Cruzeiro
Cuca foi anunciado como treinador do Cruzeiro no dia 8 de junho de 2010, com contrato até dezembro de 2011. Logo em sua estreia, a equipe mineira conseguiu uma vitória de 2–0 sobre o Atlético Paranaense. Durante os primeiros jogos, seu trabalho destacou-se pela melhoria na defesa da equipe. Em seis partidas, foram apenas três gols sofridos.
Conseguiu garantir a classificação do Cruzeiro para a disputa da Libertadores de 2011 com antecedência, após a vitória sobre o Vasco da Gama por 3–1, em 21 de novembro. Terminou o campeonato com o clube na segunda colocação, apenas dois pontos atrás do campeão, o Fluminense. Em 2011 foi campeão mineiro; contudo, após uma eliminação precoce na Libertadores e um início ruim no Brasileirão, Cuca deixou o comando da equipe em junho de 2011, sendo substituído por Joel Santana.

### Atlético Mineiro

#### 2011
Foi anunciado como o novo treinador do Atlético Mineiro em agosto, em substituição a Dorival Júnior. Depois de perder as seis primeiras partidas, sendo duas pela Copa Sul-Americana e quatro pelo Campeonato Brasileiro, Cuca chegou a entregar o cargo após a derrota para o arquirrival Cruzeiro, porém foi convencido pelos jogadores a continuar como treinador da equipe. O técnico conseguiu equilibrar o time e começou uma campanha de recuperação incrível, livrando o Galo do rebaixamento para a Série B.

#### 2012
No primeiro semestre de 2012, Cuca conquistou novamente o Campeonato Mineiro, mas desta vez pelo Atlético e de forma invicta, o que não acontecia há 36 anos no clube. Nas oitavas de final da Copa do Brasil, após uma sequência de 14 jogos invictos no ano, intercalados entre Campeonato Mineiro e Copa do Brasil, o Atlético foi derrotado no Serra Dourada pelo Goiás no jogo de ida e não conseguiu reverter a situação em casa no jogo da volta, consequentemente sendo eliminado da competição. Com isto o Galo focou no Campeonato Brasileiro e se reforçou com nomes de peso, como Ronaldinho Gaúcho, Victor e Jô. Cuca conseguiu montar um time veloz e perigoso nas bolas aéreas, levando o Atlético ao vice no Campeonato Brasileiro e consequentemente à disputa da Copa Libertadores da América, o que não ocorria desde 2000. Para muitos comentaristas de futebol, o Galo apresentava o melhor futebol da competição, e depois de uma campanha espetacular no primeiro turno, com 43 pontos em 19 partidas, a equipe terminou o campeonato com 72 pontos, seis pontos atrás do Fluminense, que foi o campeão naquele ano.
Em junho de 2020, o meio-campista Danilinho acusou o técnico Cuca de cobrar dinheiro do meia Guilherme e do atacante Neto Berola para escalá-los em 2012.

#### 2013
Começou bem o ano de 2013, conquistando o Campeonato Mineiro e superando o Cruzeiro na final. O ápice do ano seria em julho, quando Cuca levou o time a seu primeiro título da Libertadores, ao bater o Olimpia, do Paraguai, nas finais, em um jogo dramático e decidido nos pênaltis. Ao final do ano, especulou-se a saída do técnico do comando do Atlético Mineiro. Porém, o presidente do Galo, Alexandre Kalil, deu fim às especulações no dia 21 de novembro. Anunciou a renovação do contrato do treinador, campeão da Libertadores, por mais um ano, até o final de 2014, quando Kalil encerraria seu mandato de presidente.
No dia 18 de dezembro, após derrota por 3–1 para o Raja Casablanca na Copa do Mundo de Clubes da FIFA, o presidente Kalil confirmou a saída de Cuca do Atlético Mineiro.

### Shandong Luneng
Estreou no comando do Shandong Luneng no dia 8 de março de 2014, com vitória de 1–0 sobre o Harbin Yiteng, em partida válida pela Superliga Chinesa. Logo na primeira temporada, Cuca foi campeão da Copa da China. Já no ano seguinte, conquistou a Supercopa da China. No entanto, não teve sucesso no campeonato nacional, terminando em terceiro lugar, ao menos garantindo a volta à etapa preliminar da próxima edição da Liga dos Campeões da AFC. O time não foi bem na última edição do torneio continental, sendo eliminado ainda na fase de grupos.
Deixou o time chinês no dia 6 de dezembro de 2015, sendo substituído pelo também brasileiro Mano Menezes.

### Palmeiras
Em 12 de março de 2016, Cuca voltou ao Brasil como técnico do Palmeiras, onde foi jogador em 1992, assinando contrato até o fim do ano. Em abril, prometeu que seria campeão brasileiro e, em 27 de novembro, a promessa tornou-se realidade: Cuca consagrou-se campeão com o Palmeiras, com uma vitória por 1–0 sobre a Chapecoense, vencendo, assim, o Campeonato Brasileiro. A conquista encerrou um jejum de 22 anos do time paulista sem aquele título. Três dias depois, o Palmeiras informou que Cuca não continuaria na equipe em 2017. O treinador citou razões pessoais para não seguir no comando.

### Retorno ao Palmeiras

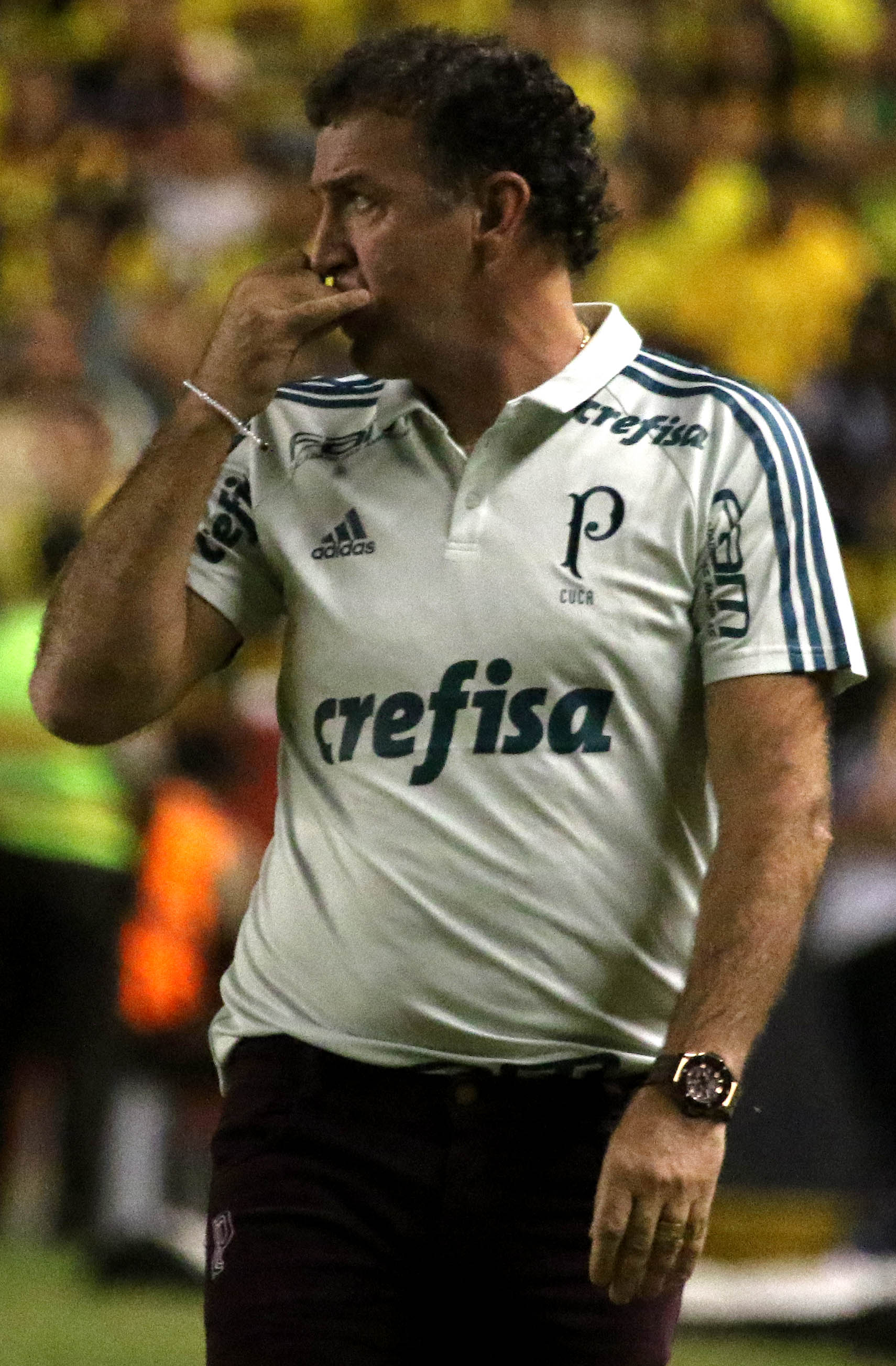
Cuca no Palmeiras em 2017

Em 5 de maio de 2017, foi anunciado o retorno de Cuca ao Palmeiras, com contrato válido até o final de 2018. Reestreou pela equipe no dia 14 de maio, goleando o Vasco da Gama por 4–0 pela primeira rodada do Campeonato Brasileiro, no Allianz Parque.
Acertou sua saída do clube em 13 de outubro, após desgastes causados pela eliminação do time nas oitavas de final da Copa Libertadores para o Barcelona de Guayaquil, além de brigas envolvendo o volante Felipe Melo.

### Retorno ao Santos
Após dez anos da última passagem, foi anunciado como técnico do Santos em 30 de julho de 2018. Porém, anunciou sua saída do clube ao final da temporada, motivado por problemas cardíacos e, por recomendação médica, decidiu dar uma pausa na carreira por tempo indeterminado.

### Retorno ao São Paulo
Em 14 de fevereiro de 2019, acertou seu retorno ao São Paulo. A previsão inicial era de que ele assumiria o time após o fim do Campeonato Paulista, devido ao tratamento de problemas cardíacos ainda em andamento. Porém, assumiu o comando de forma oficial em 1 de abril, antes do prazo previsto inicialmente.
Alegando não poder mais contribuir para a melhora da equipe, o treinador pediu demissão no dia 26 de setembro, após uma derrota para o Goiás, válida pelo Campeonato Brasileiro.

### Terceira passagem pelo Santos
Em 7 de agosto de 2020, acertou novamente com o Santos, sendo sua terceira passagem pelo clube. Levou o time para a final da Copa Libertadores, onde foi expulso nos acréscimos do segundo tempo e viu o Santos ficar com o vice.
Em 21 de fevereiro de 2021, após o empate contra o Fluminense que garantiu o Peixe na disputa da Copa Libertadores da América, a diretoria anunciou sua saída do clube. Como gratidão, recebeu um placa pelo seu bom trabalho à frente da equipe.

### Retorno ao Atlético Mineiro
Em 5 de março de 2021, Cuca acertou com o Atlético Mineiro por dois anos, fazendo seu retorno ao clube sete anos após encerrar a primeira passagem. Dois meses após reassumir o comando do clube, Cuca chegou à final do Campeonato Mineiro, tendo como adversário o América. Devido à melhor campanha da primeira fase, o Galo tinha a vantagem de jogar por dois resultados iguais, com os jogos sendo realizados nos dias 16 e 22 de maio, respectivamente. Como ambos os confrontos foram 0–0, o Atlético Mineiro sagrou-se campeão estadual, o primeiro título do treinador após o retorno ao clube.
No dia 2 de dezembro, após a vitória por 3–2 sobre o Bahia, Cuca conquistou o Campeonato Brasileiro, encerrando um jejum de 50 anos do clube sem o título nacional. Foi a terceira vez que o treinador comandou a equipe em toda a competição, da 1ª à 38ª rodada. Foi assim no vice do Brasileirão de 2012 e no oitavo lugar de 2013. Posteriormente, em 15 de dezembro, conquistou seu primeiro título da Copa do Brasil, após o Atlético Mineiro vencer o Athletico Paranaense por 2–1 na Arena da Baixada. Antes, no jogo de ida realizado no Mineirão, no dia 12 de dezembro, o clube mineiro havia vencido por 4–0, totalizando 6–1 no placar agregado. Com os títulos do Campeonato Mineiro, do Brasileirão e da Copa do Brasil, o treinador conquistou a tríplice coroa pelo Galo no ano de 2021.
Após um grande ano, Cuca reuniu-se com a diretoria do Atlético e entregou o cargo no dia 27 de dezembro, afirmando que não seguiria na equipe em 2022. O treinador alegou problemas pessoais e familiares.

### Terceira passagem pelo Atlético
Sete meses depois de ter deixado o clube, acertou seu retorno ao Atlético Mineiro no dia 22 de julho de 2022. Cuca assumiu o Atlético após a saída do argentino Antonio Mohamed, demitido devido aos maus resultados na temporada. O treinador reestreou pelo Galo no dia 31 de julho, na derrota por 3–0 contra o Internacional, fora de casa, válida pelo Campeonato Brasileiro.
Sem sucesso nessa terceira passagem, Cuca anunciou sua saída em comum acordo com o Atlético Mineiro no dia 14 de novembro, decidindo não continuar na equipe para a temporada de 2023.

### Corinthians
Foi anunciado pelo Corinthians no dia 20 de abril de 2023, chegando para substituir Fernando Lázaro e assinando contrato até 31 de dezembro. Realizou sua estreia no dia 23 de abril, numa derrota por 3–1 diante do Goiás, na Serrinha, em jogo válido pelo Campeonato Brasileiro. No entanto, no dia 27 de abril, após uma vitória por 2–0 contra o Remo, na Neo Química Arena, pela terceira fase da Copa do Brasil, Cuca anunciou sua saída do clube. O treinador, que teve a contratação muito criticada pela torcida devido à condenação por crime sexual na Suíça, teve uma curtíssima passagem de menos de uma semana, tendo comandado o Timão em apenas duas partidas.

### Athletico Paranaense
Em 4 de março de 2024, Cuca foi oficializado como novo técnico do Athletico Paranaense. Estreou pela equipe no dia 10 de março, com direito a uma goleada por 6–0 sobre o Londrina, em jogo válido pelas quartas de final do Campeonato Paranaense. No dia 6 de abril, após uma vitória por 3–0 contra o Maringá, o Furacão sagrou-se campeão estadual.
No dia 23 de junho, após um empate por 1–1 contra o Corinthians pelo Brasileirão, a terceira partida seguida com o time sofrendo gol nos acréscimos, Cuca comentou que pretendia ter uma conversa com a diretoria para tratar sobre seu futuro. O treinador indicou não saber se permaneceria no comando da equipe, principalmente por não concordar com críticas dos torcedores, que gritaram "vergonha". No dia seguinte, o Athletico Paranaense confirmou sua saída.
Cuca encerrou seu ciclo pelo Furacão, clube do qual é torcedor, com 23 jogos e aproveitamento de 66% dos pontos disputados, além da conquista do Paranaense. Foram 14 vitórias, quatro empates e cinco derrotas, algumas delas consideradas inacreditáveis, como para Danubio e Sportivo Ameliano, ambas na Ligga Arena, nas duas últimas rodadas da fase de grupos da Copa Sul-Americana.

### Quarta passagem pelo Atlético
Em 29 de dezembro de 2024, o Atlético Mineiro anunciou o retorno de Cuca para a temporada de 2025.

## Estilo de jogo
A marca mais importante da carreira de Cuca são os times que montou, não os troféus que ergueu. Não à toa, o ex-futebolista e falecido treinador Mário Sérgio defendia a tese de que Cuca é o treinador brasileiro que melhor indica jogadores para serem contratados para suas equipes.
Em 2007, no Botafogo, Cuca despontou de fato para o futebol brasileiro como um "técnico inventivo, de soluções criativas para a equipe". Aquela equipe do Glorioso destacava-se muito pela movimentação, a ponto de ser chamado de “Carrossel Alvinegro”, e pelas variações táticas, às vezes dentro de uma mesma partida. No Atlético Mineiro campeão da Copa Libertadores da América, time que ficou conhecido como "Galo Doido", Cuca apostava bastante nas bolas longas e era espaçado dentro de campo, aproveitando a qualidade de Jô como pivô, os cruzamentos dos laterais, e marcando bastante para dar liberdade para Ronaldinho Gaúcho criar. Isso causava uma certa instabilidade defensiva, que era compensada no volume de jogo extravagante quando as partidas eram disputadas no Estádio Independência.
Mesmo com esses atributos, porém, o jornalista André Rocha diz que "Cuca é mais um técnico antiquado nos conceitos de jogo. É um técnico híbrido, com intensidade e vocação ofensiva, mas anacrônicos encaixes individuais e ligações diretas."

### "Cucabol"
Em 2016, o jornalista Mauro Cezar Pereira, da ESPN Brasil, cunhou o termo "Cucabol" para definir o estilo de jogo do treinador, que vinha desde seus tempos de Atlético Mineiro. Segundo o jornalista, "quando sob pressão, precisando buscar o resultado, o Cucabol usa e abusa de cruzamentos na área adversária, inclusive com as mãos, em cobranças de lateral". O blogueiro e jornalista Ricardo Perrone, defende que "Cucabol, assim como o Muricybol foi no São Paulo, não é sinônimo de pobreza tática. Expressões assim remetem a times bem treinados, que executam fundamentos com perfeição na maior parte do tempo. São casos em que o suor derramado nos treinamentos faz a estratégia estabelecida dar certo."

## Origem do apelido
O nome do técnico é Alexi Stival, mas o treinador recebeu o apelido por ter sido uma criança muito bagunceira na infância, vivida em Curitiba.
"Cuca é porque quando eu fazia bagunça em Curitiba, minha mãe dizia que ia chamar o Cuca, que era o delegado da cidade. Devia ser muito ruim esse Cuca. E toda hora que ela falava que o Cuca ia aparecer, eu ficava quieto. Aí ficou" — informou o técnico.

## Condenação por estupro coletivo

### Escândalo de Berna
Em julho de 1987, durante uma excursão à Suíça realizada pelo Grêmio, Cuca e outros jogadores da equipe como Henrique Arlindo Etges, Fernando Luís Castoldi e Eduardo Henrique Hamester, foram acusados do estupro coletivo da menor Sandra Pfäffli, de 13 anos, no apartamento 204 do Hotel Metrópole, em Berna. Por conta disso, esse caso ficou conhecido como "Escândalo de Berna".
Após sair do hotel, a jovem foi à delegacia prestar queixas contra os jogadores. Conforme publicado pelo jornal Blick, de Zurique, a menina deu o seguinte relato aos policiais:
| “ | Primeiro os quatro jogadores brasileiros expulsaram do apartamento os dois amigos que me acompanhavam e então os quatro avançaram sobre mim. Três me seguraram, enquanto o outro me violentava. Então veio um segundo brasileiro e me violentou também. Eu tenho medo de ficar grávida, eu não tomo anticoncepcionais. | ” |

Algumas horas depois de receber a queixa da jovem, a polícia foi até o hotel onde a delegação do Grêmio estava hospedada e levou os quatro jogadores para depor. Conforme a versão dos jogadores, ela parecia ter mais de 18 anos e entrara no quarto deles tirando a blusa para que lhe dessem uma camisa do Grêmio. Assim, na visão deles, o que aconteceu foi consensual e provocado por ela. Uma reportagem de 1989 do tradicional jornal suíço Der Bund, publicou que a perícia encontrou vestígios de esperma de Cuca e outro jogador no corpo da garota, fato confirmado anos mais tarde pelo advogado de defesa da menina.
Os quatro jogadores foram enquadrados no artigo 187 do Código Penal da Suíça, já que a Lei Suíça considerava crime manter relações sexuais com menores de 16 anos. Inicialmente, Cuca e Fernando não foram reconhecidos pela menina e, por conta disso, poderiam ser libertados após pagamento de fiança, caso o juiz chegasse a estabelecer um valor. Posteriormente, em 2023, o advogado da vítima disse que Cuca foi reconhecido sim como um dos abusadores.
À época, o advogado Luis Carlos Silveira Martins, contratado pelo Grêmio para cuidar do caso, deu a seguinte declaração ao jornal Zero Hora, publicada no dia 31 de agosto de 1987:
| “ | Um dos jogadores manteve relação sexual completa, outro apenas sexo oral, enquanto um terceiro fez carícias e o quarto foi um "voyeur" conivente: apenas olhou. | ” |

Após os quatro ficarem detidos por menos de trinta dias, foram liberados e voltaram ao Brasil, sendo bem recebidos por parte da imprensa e torcida gaúcha, inclusive colorados (que atacaram a vítima com ofensas e críticas, principalmente Paulo Sant'Ana, Wianey Carlet e Lauro Quadros). No dia 15 de agosto de 1989, os atletas foram condenados a 15 meses de prisão em regime aberto e a uma multa de 8 mil dólares cada, mas nunca cumpriram a pena, pois não retornaram para a Suíça e após 15 anos sem o cumprimento da sentença, expirou-se a condenação.
Em novembro de 2023, a justiça da Suíça reabriu o caso, a pedido da defesa de Cuca, alegando que ele não teve a oportunidade de se defender. A defesa do ex-jogador e atual treinador pediu a realização de um novo julgamento, mas em resposta a justiça suíça informou que o caso já avia sido prescrevido. A vítima, que em 1987 tinha 13 anos, morreu em 2002, aos 28 anos. Consultado, um filho dela não quis participar do processo. O Tribunal Regional de Berna-Mittelland decidiu pela anulação do caso, pelo fato de Cuca não ter respondido ao processo. A decisão não entrou no mérito das provas, apenas na legislação da Suíça.

### Repercussão posterior
Devido ao caso, alguns torcedores do Atlético fizeram campanha na redes sociais em março de 2021 usando a hashtag #CucaNão, quando foi informado que o técnico estaria de volta ao time. Ainda em 2021, após a repercussão, Cuca se declarou publicamente como "inocente", ao que o jornalista esportivo Milton Leite declarou: "Se ele é tão inocente assim, por que demorou 34 anos para se defender? Ou não foi até a Suíça para se defender. Se é tão inocente, por que não dar uma entrevista onde possam te contrapor?" Em julho de 2022, a apresentadora Ana Thaís Matos comentou no SporTV que "a galera esquece muita coisa em relação ao Cuca, inclusive". Nas redes sociais, internautas apontaram uma indireta ao caso de estupro no qual Cuca foi acusado e o público esqueceu.

## Estatísticas como treinador
Atualizadas até 24 de junho de 2024
| Clube                | Jogos | Vitórias | Empates | Derrotas | Aproveitamento |
| -------------------- | ----- | -------- | ------- | -------- | -------------- |
| Uberlândia           | 22    | 8        | 11      | 3        | 53.03%         |
| Inter de Limeira     | 5     | 1        | 1       | 3        | 26.67%         |
| Inter de Lages       | 12    | 3        | 5       | 4        | 38.89%         |
| São Caetano          | 5     | 2        | 2       | 1        | 53.33%         |
| Remo                 | 15    | 6        | 3       | 6        | 46.67%         |
| Criciúma             | 30    | 13       | 8       | 9        | 52.22%         |
| Gama                 | 10    | 5        | 4       | 1        | 63.33%         |
| Paraná               | 10    | 4        | 3       | 3        | 50%            |
| Goiás                | 37    | 17       | 8       | 12       | 53.15%         |
| Coritiba             | 28    | 9        | 8       | 11       | 41.67%         |
| São Paulo            | 77    | 39       | 18      | 20       | 58.44%         |
| Botafogo             | 138   | 70       | 38      | 30       | 59.9%          |
| Santos               | 85    | 31       | 27      | 27       | 47.06%         |
| Flamengo             | 51    | 24       | 17      | 10       | 58.17%         |
| Fluminense           | 55    | 30       | 17      | 8        | 64.85%         |
| Cruzeiro             | 61    | 38       | 11      | 12       | 68.31%         |
| Atlético Mineiro     | 245   | 135      | 55      | 55       | 61.9%          |
| Shandong Luneng      | 80    | 50       | 20      | 10       | 70.83%         |
| Palmeiras            | 85    | 45       | 18      | 22       | 60%            |
| Grêmio               | 11    | 3        | 1       | 7        | 30.3%          |
| Corinthians          | 2     | 1        | 0       | 1        | 50.00%         |
| Athletico Paranaense | 23    | 14       | 4       | 5        | 66.67%         |
| Total                | 1087  | 548      | 279     | 260      | 58.97%         |

## Títulos

### Como jogador
Grêmio
- Campeonato Gaúcho: 1988, 1989 e 1990
- Copa do Brasil: 1989
- Supercopa do Brasil: 1990

Internacional
- Campeonato Gaúcho: 1991

Remo
- Campeonato Paraense: 1994

Chapecoense
- Campeonato Catarinense: 1996

### Como treinador
Botafogo
- Taça Rio: 2007 e 2008

Flamengo
- Taça Guanabara: 2009
- Campeonato Carioca: 2009

Cruzeiro
- Campeonato Mineiro: 2011

Atlético Mineiro
- Campeonato Mineiro: 2012, 2013, 2021 e 2025
- Copa Libertadores da América: 2013
- Campeonato Brasileiro: 2021
- Copa do Brasil: 2021

Shandong Luneng
- Copa da China: 2014
- Supercopa da China: 2015

Palmeiras
- Campeonato Brasileiro: 2016

Athletico Paranaense
- Campeonato Paranaense: 2024

### Prêmios individuais
- Melhor treinador do Campeonato Brasileiro: 2016 e 2021
- Bola de Prata: 2016, 2021
- Melhor treinador do Campeonato Mineiro: 2011, 2012 e 2013